# Церковь Рождества Христова на Городище
Церковь Рождества Христова на Городище (также Ильинская церковь) — православный храм XVII века в городе Костроме. Расположен на правом берегу Волги, на Дачной улице, 17а.

## История храма
Церковь Рождества Христова, построенная в третьей четверти XVII века, располагается на высоком берегу Волги – Городищенском холме, который доминирует в панораме правобережной части Костромы. Известно, что ранее на этом месте находилась деревянная церковь в честь Ильи Пророка – «повелителя небесных стихий и чудотворца», которому молились о прекращении губительной засухи или проливных дождей. Почитание этого святого тесно связано с языческими представлениями о Перуне – славянском боге грома и молний. Покровительство купечеству, также традиционно приписываемое Ильинским храмам, не относилось к числу подразумеваемых при создании церкви функциям, которая в течение почти всего своего существования была частью вотчины.

#### Дата основания церкви
В 40-х годах XVII века деревня Городище была пожалована богатому и влиятельному на тот момент семейству Морозовых, во время владения которых и был построен каменный храм. Согласно одной из существующих в историографии версий, закладка храма произошла в 1649 году. Она была непосредственно связана с ожиданием Г. И. Морозовым рождения сына Ивана, который появился на свет в 1650 году. Если бы храм заложили позже, то один из престолов был бы наречен во имя небесного заступника наследника. Именно по этой причине главный престол был освящен в честь рождества (рождения) Христова. Смена освящения главного престола нисколько не переменила привычку местных жителей, которые продолжили называть новый храм по-старому. Тем не менее некоторые исследователи настаивают, что храм был построен в 1663 году – данная дата совпадает с первым письменным упоминанием церкви в документах.

Небольшой каменный храм является древнейшим усадебным, а впоследствии посадским храмом костромского Поволжья. Вероятно, постройка обетного храма именно в этой вотчине Морозовых была обусловлена его географической близостью к чудотворной Федоровской иконе Божьей Матери, находившейся в соборе Костромского кремля, которую так почитала Феодосия Прокопьевна Морозова, известная в связи с поддержкой старообрядчества.

#### Перестройка церкви
Современный вид храма сильно отличается от первоначального – Христорождественская церковь была пятиглавой, двухстолпной, обнесенной галереей с трех сторон, с двумя приделами: южным – в честь пророка Илии, северным – во имя Феодосии, девы Константинопольской (небесной покровительницы Ф. П. Морозовой). Каменные маковки всех семи глав были облицованы муравленной черепицей, из принадлежащих к основному объему храма глав лишь центральная имела световой барабан. Строительство, проводившееся артелью костромских мастеров, было закончено уже в 1652 году, однако совсем скоро храм подвергся модификациям: Феодосиинский придел (вместе с северной папертью) был разрушен в 1680-е в качестве меры борьбы с раскольниками. Мученическая смерть за веру «боярыни Морозовой» вызывала сочувствие приверженцев дореформенной религии, которые массово совершали паломничества в посвященный ее заступнице придельный храм. С 1671 года и вплоть до последней четверти XVIII века село вместе с храмом было имением семейства Хитрово. Около 1700 года Христорождественская церковь была, по-видимому, сильно перестроена или даже отстроена заново, так как в документах 1702 года она упоминалась как «новопостроенная». Считается, что именно во второй половине XVIII века внешний вид церкви претерпел колоссальные изменения: на смену нарядным кокошникам, завершающим стены и главки, пришла простая четырехскатная кровля – на сегодняшний день единственный аутентичный элемент декора сохранился только на основании барабана главы придела Ильи Пророка. 
Наиболее принципиальным изменением следует считать утрату расставленных по углам здания боковых глав – к началу XIX церковь уже была одноглавой, что фиксирует набросок 1838 г. художника Г. Г. Чернецова. Перестройка лишила религиозное сооружение части семантического потенциала, однако в новом качестве храм «выигрывает в восприятии целого, приобретая остро характерную лаконичность и мощь звучания».
Одновременно с этим была перестроена присоединенная с запада к притвору колокольня типа «восьмерик на четверике». Второй ярус колокольни – увенчанный шатром восьмерик – был разобран, взамен него был возведен новый восьмигранный, ярус звона которого завершал барочный купол с маленькой главкой. С 1848 года село Городище стало государственным, а храм – приходским. В 1939 году советская власть окончательно запретила проведение в церкви богослужений, только в 1986 году начались первые реставрационные работы.

## Внешнее убранство
Двусветный четверик с тремя далеко вынесенным апсидами увенчан чешуйчатой главкой на гладком цилиндрическом барабане. Придел Ильи Пророка равен апсидам по высоте, а при помощи щипцовой кровли на южном фасаде образуется пологий фронтон. Обрамление алтарных окон очень разнообразно: окна боковых апсид заключены в рамки из валиков с фронтонами, тогда как окно центральной апсиды декорировано перспективным килевидным кокошником. Вдоль южной и западной стороны пролегает приземистая паперть, соединяющая древний придел с двухъярусной колокольней. Сейчас храм, как и во время своего открытия, имеет два боковых придела – работы по воссозданию разрушенного Феодосиинского придела были проведены в конце 90-х годов XX века по проекту реставратора Л. С. Васильева. Любопытно, что у обоих приделов отсутствуют стандартные алтарные полукружия – апсиды, что делает внешний вид храма более разнообразным, добавляет в пространство игру с объемами. Ильинский придел сохранился без существенных изменений – стоит обратить особое внимание на «многолопастной кокошник, фланкированный маленькими треугольными фронтончиками».Во внешнем облике храма доминируют черты костромского культового зодчества XVII века: углы объема подчеркнуты аккуратными лопатками, фасад имеет четырехчастное деление, которое лишь отчасти отражает внутреннюю структуру церкви: восточное прясло больше остальных. Карниз со сложным, ступенчатым фризом, украшенный каплевидными нишами, «отрезает своеобразный аттиковый ярус с ложными полуциркульными закомарами», ряд которых огибает все здание – он несет исключительно декоративную функцию, давая возможность заполнить промежутки и устроить парапет под крышей. На уровне окон второго света проходит аркатурно-колончатый пояс из тонких плоских валиков, узор которых также дублируется на барабанах глав приделов. Килевидную форму арок повторяет массивный перспективный колончатый портал на северном фасаде. Небольшие окна четверика, помещенные в глубоких нишах-амбразурах, идеально вписываются в богатый, но не перегруженный деталями декор. В их расположении (два – на боковых фасадах, три – на западной стене) можно уследить связь с Преображенским собором Спасо-Геннадьева монастыря (ок. 1650): совпадает и количество, и оформление наличниками, являющимися частью аркатурного пояса. Паперть украшена ширинками, прямоугольными рамками вокруг оконных и дверного проема, нерегулярными лопатками.

#### Колокольня и ограда
Точная дата постройки колокольни неизвестна, но в 1663 году храм во имя Рождества Христова описывается «с приделы и со всяким церковным строением». Это дает возможность предположить, что колокольня была возведена одновременно с церковью (в 1649 или 1663). Убранство колокольни лаконично – четверик разделен карнизами на три части: нижняя рустована, в середине верхней помещено обрамленное крестообразным наличником оконце. Аналогичный тяговый, в виде простой рамки наличник был использован в 1685–1688 гг. для декора колокольни Спасской церкви за Волгой. Ребра восьмерика подчеркнуты лопатками, которые производят впечатление утрированно «вдавленных» плоскостей. В 20-е годы XIX века вместо деревянной кладбищенской ограды была возведена каменная. Парадный западный вход выполнен в виде трехчастных арочных ворот: боковые калитки украшены сдержанными фронтонами, центральный проем обрамляют сдвоенные колонны тосканского ордера и венчают ажурные главки. Ограда – глухая невысокая стена с тесненными нишами, которая равномерно разделена столбиками с пирамидальными завершениями.

## Внутреннее убранство
Христорождественскому храму свойственен синтез классических древнерусских форм и узорочья: выверенные пропорции стремятся к симметрии, богатый декор создает праздничное настроение, монументальные конструкции подчеркивают торжественность и пышность строения. Явно прослеживается генетическая преемственность Ильинского храма от местных костромских памятников (Успенский собор Костромского кремля). Уникальность Ильинской церкви нельзя недооценивать: она выделяется как неочевидным сдвигом барабана с оси подкупольных столпов на запад, так и своей объемно-пространственной композицией. 
Ильинская церковь двустолпная, что является стандартным решением для костромского зодчества: так, Успенский собор Костромского кремля опирался только на два столба. Во второй половине XVIII века оба опорных четырехгранных, смещенных к западу столпа были стесаны вовнутрь, что позволило увеличить вместимость храма, так как многочисленным прихожанам не хватало места. Центральный световой барабан поддерживается при помощи упрощенных тромпов, которые в свою очередь опираются на подпружные арки храма и три малые арочки, ступенями спускающиеся от шелыги свода к восточной стене. Приделы завершаются глухими сомкнутыми сводами, коробовые своды используются в остальных случаях. Алтарь связан с основным объемом тремя проходами, а Ильинский придел сообщается с расположенным в правой апсиде дьяконником. Для улучшения акустики в верхние части стен помещено большое количество специальных горшков-голосников. К сожалению, оригинальные фрески не сохранились, свежие росписи украшают только порталы, ведущие из южной галереи в придел и в основной четверик.
Ни один из трех первоначальных иконостасов не сохранился, однако известно, что центральный иконостас был тябловым, оформленным резьбой и росписью. Сегодняшний иконостас гораздо скромнее: его выполнили в начале XX века для деревянного, ныне разрушенного Спаса-Преображенского храма и перевезли в Городищенскую церковь в 1990 году. На сегодняшний день единственным оригинальным, всегда принадлежавшим церкви образом является икона пророка Божия Илии – небольшая, почти полностью закрытая окладом.